# Magnus Brahe (1564–1633)
Magnus Brahe, född 25 september 1564 på Tynnelsö, död 4 mars 1633 i Stockholm, var en svensk greve till Visingsborg, riksråd, riksmarsk, riksdrots och Svea hovrätts första president. 
Magnus Brahe var son till Per Brahe den äldre och Beata Gustavsdotter Stenbock och svåger till kanslern Erik Larsson Sparre.
Magnus Brahe gjorde som ung vidsträckta resor och var en tid kammarherre hos Sigismund. I samband med brytningen mellan Sigismund och hertig Karl ställde sig Brahe efter en tids tvekan på hertigens sida. Han var hans ombud i förhandlingarna med Sigismund och medlem av domstolen i Linköping 1600. 
Brahe belönades med det av hans äldre bröder Erik och Gustaf förverkade grevskapet Visingsborg och även med andra förbrutna släktgods, och blev 1602 riksråd och riksmarsk, dock utan att utöva någon egentlig ämbetsverksamhet. 
Han hjälpte 1612 till att organisera Smålands försvar mot danskarna. 
Brahe blev 1611 riksdrots och som sådan 1614 Svea hovrätts förste president. 
Brahe deltog föga i politiken, däremot ägnade han sig mycket åt godsförvaltning och utvidgade det grevliga residenset Visingsborg betydligt.
Gift år 1594 med Britta Stensdotter Leijonhuvud (död 1611), dotter till Sten Eriksson Leijonhufvud och Ebba Månsdotter Lilliehöök.
Barn:
1. Ebba Brahe (1596–1674) gm Jacob De la Gardie

Omgift med Helena  Bielke (–1651)